# 弗萊徹冰原島峰
74°54′S 72°47′W / 74.900°S 72.783°W
弗萊徹冰原島峰（英語：Fletcher Nunataks），是南極洲的冰原島峰，位於帕爾默地，處於巴克冰原島峰西南面4.1公里，屬於格羅森巴赫冰原島峰的一部分，美國地質調查局根據該國海軍的空中照片繪入地圖，現時由南極條約體系管理。